# 25-й кадр (альбом)
«25-й кадр» — шестой номерной альбом группы «Сплин». В альбом вошли 14 треков, многие из которых попали в активную радио-ротацию. Песня «Моё сердце» стала одной из самых популярных песен России 2001 года. На несколько композиций, включая совместную с «Би-2» работу «Феллини», были сняты видеоклипы, но песня в исполнении с «Би-2» в альбом не вошла (исключение составило Limited Edition (Sony Music), в которую композиция была добавлена в качестве бонус-трека). Диск был выпущен лейблом Sony Music Entertainment. В 2004 году был переиздан в подарочной версии «Мистерией звука». В 2015 году был вновь переиздан лейблом Navigator Records. Так же альбом был выпущен на виниле лейблом Bomba Music.
Сначала я узнал, что 25-й кадр — это запрещённый приём. — Примерно в это же время я опубликовал в сети информацию о том, что мы пишем альбом с таким названием. Откликнулась девушка, которая тут же прислала линк на один научный сайт: какой-то физик с помощью формул доказал несостоятельность гипотезы. Так что всё это сказки. Но от этого словосочетание «25-й кадр» понравилось ещё больше!
Александр Васильев

## Список композиций
Слова и музыка всех песен — Александр Васильев.
| №                   | Название              | Длительность |
| ------------------- | --------------------- | ------------ |
| 1.                  | «Линия жизни»         | 3:02         |
| 2.                  | «Звезда рок-н-ролла»  | 4:11         |
| 3.                  | «Всего хорошего»      | 3:01         |
| 4.                  | «Моё сердце»          | 4:09         |
| 5.                  | «Рики-тики-тави»      | 2:00         |
| 6.                  | «SOS!»                | 4:28         |
| 7.                  | «Феллини»             | 4:46         |
| 8.                  | «Остаёмся зимовать»   | 3:39         |
| 9.                  | «Тебе это снится»     | 4:59         |
| 10.                 | «Совсем другой»       | 2:11         |
| 11.                 | «Пластмассовая жизнь» | 2:27         |
| 12.                 | «Пой мне ещё»         | 3:57         |
| 13.                 | «Ленинград-Amsterdam» | 2:36         |
| 14.                 | «Fine» (инстр.)       | 0:29         |
| Общая длительность: | Общая длительность:   | 46:02        |

## Участники записи
- Александр Васильев — вокал, слова, гитара, акустическая гитара
- Стас Березовский — гитара
- Яник Николенко — флейта, клавишные инструменты, бэк-вокал
- Сергей Наветный — барабаны, перкуссия, программирование
- Николай Воронов — бас-гитара

В записи принимали участие:
- Антон Севидов — клавишные инструменты
- Лев Слепнер — мариба
- Николай Плявин — фортепиано
- Александр Дулов — клавишные инструменты

## Видеоклипы
| Год  | Клип                 | Режиссёр        |
| ---- | -------------------- | --------------- |
| 2000 | Тебе это снится      | Юрий Миронов    |
| 2000 | Остаёмся зимовать    | Виктор Вилкс    |
| 2001 | Феллини (feat. Би-2) | Алексей Сеченов |
| 2001 | Моё сердце           | Алексей Сеченов |
| 2002 | Пластмассовая жизнь  | Михаил Сегал    |